# Bougainvillia vervoorti
Bougainvillia vervoorti is een hydroïdpoliep uit de familie Bougainvilliidae. De poliep komt uit het geslacht Bougainvillia. Bougainvillia vervoorti werd in 1995 voor het eerst wetenschappelijk beschreven door Bouillon. 